# Южный календарь
«Южный календарь» — российский фильм 2010 года режиссёра Дениса Карро, снят по мотивам рассказов российского писателя Антона Уткина.

## Сюжет
Фильм состоит из трёх новелл, каждая из которых — история человека, не вписавшегося в современную действительность.
Первая история называется «Выходной» — рассказывает о сельской девушке, работающей посудомойкой в курортном пансионате. Она очарована блеском гламура, миром кино и шоу-бизнеса. Она потеряла реальные ориентиры в жизни, запуталась и не может найти выход.
Вторая новелла — «Ничего» — рассказывает о директоре археологического музея. Музей нуждается в капитальном ремонте. Герой новеллы безуспешно пытается найти деньги на ремонт, но его музей никому не нужен — ни государству, ни представителям элиты общества. Зато уникальными экспонатами музея интересуются частные коллекционеры. Когда музей рушится от ветхости, директор начинает продавать принадлежащие государству экспонаты и на вырученные деньги отправляет лечиться больную дочку сотрудницы музея. В одном из эпизодов (в ресторане) главный герой пересекается с героиней первой новеллы Людмилой — в критический момент их разных судеб. В новелле говорится о разобщенности людей в современном мире, невозможности общаться, об одиночестве, о предательстве своих идеалов.
Третья история — «Инжир» — рассказывает о морском офицере, уволенном из Черноморского флота по программе сокращения вооруженных сил. Он, так же как и остальные герои, потерял смысл своего существования и уезжает на поезде в поисках нового. Но окружающий мир говорит ему, что смысла нет, кругом ужас и пустота. Но все же, хоть у героев этих историй и нет выхода, финал третьей новеллы, который является одновременно и финалом фильма, дает надежду. Больная девочка, дочка сотрудницы музея, едет в Москву на операцию в одном поезде с офицером.

## В ролях
- Виктория Исакова — безбилетница в вагоне поезда
- Алексей Девотченко — директор разрушающегося археологического музея
- Ольга Тумайкина
- Ангелина Миримская — Люда, посудомойка, мечтающая стать моделью
- Михаил Кабанов
- Николай Козак — Ушаков
- Дмитрий Ратомский
- Ольга Стрелецкая (Ольга Чувашева)
- Андрей Таратухин
- Светлана Дикаанидас
- Владимир Тебенко — мэр города
- Евгений Кушпель — (эпизод)
- Анатолий Отраднов — абрек
- Олег Чернигов — проводник

## Критика
Киновед Сергей Кудрявцев дал фильму 5,5 баллов из 10 возможных.

## Фестивали и награды
Фильм участвовал в конкурсной программе «Игровое кино» на Фестивале российского кино «Окно в Европу» 2010 года, актриса Ангелина Миримская получила Приз им. Саввы Кулиша «за филигранное исполнение женской роли».